# جوني ستيل
جوني ستيل (بالإنجليزية: Johnny Steele)‏ (24 نوفمبر 1916 بغلاسكو في المملكة المتحدة - 14 يناير 2008 باسكتلندا في المملكة المتحدة) هو مدرب كرة قدم ولاعب كرة قدم بريطاني (وحمل سابقاً جنسية المملكة المتحدة لبريطانيا العظمى وأيرلندا) في مركز مهاجم داخلي. لعب مع نادي بارنسلي ونادي إيست فيف ونادي آير يونايتد.